# Porssjön, Halland
Porssjön är en sjö i Hylte kommun i Halland och ingår i Nissans huvudavrinningsområde. Sjön har en area på 0,0479 kvadratkilometer och ligger 157,2 meter över havet.

## Delavrinningsområde
Porssjön ingår i det delavrinningsområde (631751-133136) som SMHI kallar för Mynnar i Nissan. Medelhöjden är 128 meter över havet och ytan är 32,44 kvadratkilometer. Det finns inga avrinningsområden uppströms utan avrinningsområdet är högsta punkten. Lillån som avvattnar avrinningsområdet har biflödesordning 2, vilket innebär att vattnet flödar genom totalt 2 vattendrag innan det når havet efter 40 kilometer. Avrinningsområdet består mestadels av skog (74 %) och sankmarker (11 %). Avrinningsområdet har 0,8 kvadratkilometer vattenytor vilket ger det en sjöprocent på 2,4 %. Bebyggelsen i området täcker en yta av 1,05 kvadratkilometer eller 3 % av avrinningsområdet.